# Назаров Олександр Карпович
Олександр Карпович Наза́ров (1910—1997) — інженер-конструктор, суднобудівник, головний конструктор атомних підводніх човнів проектів 645, 705А, 686 та 659.

## Біографія
Народився 17 (30 серпня) 1910 року в селі Явдотівка (Широківський район) Херсонська губернія (зараз Дніпропетровська область, Україна).
Батько Назаров Карпо Самуїлович, мати Назарова (Чуваєва) Катерина Степанівна. Сестри Віра, Євгенія (Жанна), Олена, Ніна.
З 1924 року почав працювати на суднобудівному заводі «Миколаївські об'єднані державні заводи імені Андре Марті» в місті Миколаєві.
З 1924 по 1926 навчався в ФЗУ, при з-ді ім. А. Марті (нині Чорноморський суднобудівний завод), до 1930 працював слюсарем в механічному цеху робітфаку при заводі.
В 1930 році за путівкою комсомолу вступив на кораблебудівний факультет Вищого Військово-морського інженерного училища імені Ф. Е. Дзержинського.
В 1935 році, після закінчення училища був призначений помічником командира БЧ-5 допоміжного судна «Примор'я» Тихоокеанського флоту.
У травні 1935 року був переведений на посаду помічника військпреда на «Дальзавод» у Владівостоці.
3 січня 1938 року Назаров за помилковим доносом був заарештований, перебував у в'язниці в підмосковному Болшево. Тільки на початку німецько-радянської війни Назарову оголосили вирок — позбавлення волі на 10 років з подальшим позбавленням прав на п'ять років. А. К. Назаров був включений до складу Особливого конструкторського бюро НКВД, яке під керівництвом В. С. Дмитрівського і А. С. Кассаціера працювала над створенням першої експериментальної малого підводного човна проекту 601 з дизелем, що працює по замкнутому циклу. При роботі в підводному положенні ПЧ кисень для спалювання палива подавався з цистерни. Виділялася в процесі згоряння палива вуглекислота нейтралізувалася хімічним поглиначем. Розробка отримала найменування «Проект 95».
У 1939 році А. К. Назаров, разом з іншими ув'язненими, був переведений до Ленінграда на суднобудівний завод «Судомех» для участі в будівництві експериментального ПЧ.
У 1946 році, після здачі човни проекту 95, А. К. Назаров та інші її конструктори була достроково звільнені й направлені на роботу в ЦКБ-18 (нині ЦКБ МТ «Рубін»).
У 1954 році вирок у справі А. К. Назарова було скасовано.
З 1946 по 1956 роки працював на посаді заступника головного конструктора ЦКБ-18, де розробляв проекти нових ПЧ проектів 615 і А615.
У 1956 році А. К. Назаров був переведений в СКБ-143 (нині СПМБМ «Малахіт»), де взяв участь в проектуванні перших вітчизняних атомних ПЧ проектів 627 і 627А, а також першого АПЧ проекту 645 з ядерною паропродуктивною установкою з рідкометалічним теплоносієм. Цей ПЧ встав до ладу в 1963. Згодом А. К. Назаров розробив кілька проектів атомних підводних човнів, але вони не були реалізовані.
Відзначений Сталінською премією 2-й ст. в 1948 — за створення для ПЧ єдиного двигуна типу «ЕДХПИ» (єдиний двигун з хімічним поглиначем вапняним). Керував проектними роботами начальник і головний конструктор СКБ-143 В. Н. Перегудов.
2 листопада 1956 року О. К. Назарова призначили головним конструктором АПЧ проекту 645. Будувалася підводний човен на заводі № 402 (зараз «Севмаш») в Северодвінську. А. К. Назаров керував проектуванням, брав участь в будівництві і в усіх випробуваннях АПЧ. Перший човен даного проекту «К-27» стала до ладу 30 жовтня 1963 року, увійшла до складу Північного флоту. У приймальному акті Урядова комісія (голова віце-адмірал Г. Н. Холостяков) зазначила, що досвідчена крейсерська підводний човен «К-27» пр. 645 стала першим в світі атомним ПЧ, на якому встановлені реактори, що охолоджуються сплавом «свинець-вісмут», що є великим науково-технічним досягненням.
27 січня 1964 року О. К. Назаров був призначений головним конструктором АПЧ проекту 705А.
У 1964 відзначений Ленінською премією за створення атомного підводного човну проекту 645. Також Олександр Карпович керував розробкою нових проектів підводних човнів 686 і 659, науково-дослідними роботами за темою «Океан».
З 21 квітня до 11 червня 1964 АПЧ «К-27» був учасником першого автономного походу (і першого в Радянському Союзі) без жодного спливання в центральну частину Атлантичного океану. Човен безперервно знаходився під водою 51 добу й пройшов за цей час 13000 миль.
В 1964 р А. К. Назарову була надана Ленінська премія, а в 1966 році він був нагороджений орденом Леніна за створення нової техніки.
24 травня 1968 р. сталася аварія реактора АПЧ К-27. Вже 25 травня став членом створеної Комісії встановлення причин аварії АПЧ К-27 й усунення її наслідків, був учасником ліквідації наслідків аварії.
Помер в Санкт-Петербурзі в 1997 році (31 грудня).

## Нагороди і премії
- орден Леніна (1966)
- медалі
- Сталінська премія другого ступеня (1948) — за створення нового двигуна для бойових кораблів
- Ленінська премія (1964)